# Mormaison
Mormaison foi uma comuna francesa na região administrativa da Pays de la Loire, no departamento de Vendéia. Estendia-se por uma área de 15,44 km². Em 2010 a comuna tinha 1 053 habitantes (densidade: 68,2 hab./km²).
Em 1 de janeiro de 2016, passou a formar parte da nova comuna de Montréverd.